# Pontecorvo (gemeente)
Pontecorvo is een gemeente in de Italiaanse provincie Frosinone (regio Latium) en telt 13.230 inwoners (31-12-2004). De oppervlakte bedraagt 88,2 km2, de bevolkingsdichtheid is 151 inwoners per km2.

## Demografie
Pontecorvo telt ongeveer 4739 huishoudens. Het aantal inwoners steeg in de periode 1991-2001 met 1,7% volgens cijfers uit de tienjaarlijkse volkstellingen van ISTAT.
| Jaar | Inwoneraantal |
| ---- | ------------- |
| 1991 | 13.064        |
| 2001 | 13.280        |

## Geografie
De gemeente ligt op ongeveer 97 m boven zeeniveau.
Pontecorvo grenst aan de volgende gemeenten: Aquino, Campodimele (LT), Castrocielo, Esperia, Pico, Pignataro Interamna, Roccasecca, San Giovanni Incarico.